# Ivanhoé (périodique)
Pour les articles homonymes, voir Ivanhoe.
Ivanhoé est une revue de l'éditeur de petit format Aventures & Voyages qui a eu trois périodes de publication : de 1960 à 1988, puis en 2000, et enfin de 2013 à 2014. 

## Première période
Cette revue a eu 222 numéros de mars 1960 à novembre 1988. Mensuel de 132 pages jusqu'au N°157 avant de passer à trimestriel de 164 pages jusqu'au 172 où la pagination repassera à 132 pour finir bimestriel du N°213 à la fin. Érudit et passionné d'histoire, le journaliste français Jean Ollivier en devint le créateur et scénariste incontournable en développant un style narratif et une richesse d'écriture peu communs de la majorité des autres séries en petit format, à l'exception peut-être de Lancelot pour lequel il signa aussi les scénarios. Le dessinateur italien Otellio Scarpelli se chargea des dessins dans un style académique très appliqué, là encore nettement au-dessus du lot des séries de l'époque de même nature.
Enzo Chiomenti réalisa la majorité des couvertures, il fut secondé par Guido Zamperoni et quelques autres non identifiés et même parfois par des montages photos à l'instar de ce qui se passait sur Lancelot. À partir du N°213, les histoires d'Ivanhoé sont des rééditions des premiers épisodes.

### Séries publiées
- Archibald (Guy Lehideux) : N° 125
- Bang Bang Sam (Vicar)
- Barnabé (Juan Rafart & Roy Wilson) : N°156
- Cliff Marlo (Tom Coop)
- Diavolo, corsaire de la Reine (Mario Sbaletta) : N° 172, 177
- Histoire de Fakir (Guy Lehideux & Dopi) : N° 153
- Hu-La-La et Fu-Lai (Nicola Del Principe) : N° 100
- Ivanhoé (Jean Ollivier & Otellio Scarpelli) : N° 1 à 222.
- Jack O'Lantern (George Beardmore & Robert Ayton)
- Kocis (Roger Lécureux & Joseph Garcia, Lina Buffolente)
- Kyrn (Robin Wood & Enrique Villagran puis Sergio Mulko)
- L'Épée de Feu
- La bande à Zozo (Leo Baxendale) : N° 192
- Le messager du Roy Henri (Eugène Gire) : N° 210 à 222.
- Les Chevaliers
- Marco Polo (Jean Ollivier & Enzo Chiomenti)
- Mortadel et Filémon (Francisco Ibáñez) : N° 173
- Nic Reporter (Pierre Castex & Lina Buffolente)
- Oniric (Jac L.) : N° 146
- Oreste : N° 77, 83
- Perceval (Jean Ollivier & René Bastard)
- Petsy la Peste (Leo Baxendale) : N° 174
- Pon-Pon (Carlo Chendi & Luciano Bottaro) : N° 212
- Tarvin le solitaire (Giancarlo Ottani & Renzo Savi)
- Trotty le kangourou : N° 176
- Yankee (Michel-Paul Giroud) : N° 211
- Yann Cyclone (Víctor Mora & Ambros) : N° 121 à 182.

## Deuxième période
La 2e série a eu 10 numéros de janvier 2000 à octobre 2000. Il s'agissait de réédition des anciens épisodes d’Ivanhoé, de Marco Polo et de Nic Reporter utilisant également d'anciennes couvertures de la 1re période. 

### Séries publiées
- Ivanhoé (Jean Ollivier & Otellio Scarpelli) : N° 1 à 10.
- Marco Polo (Jean Ollivier & Enzo Chiomenti) : N° 1 à 10.
- Nic Reporter (Pierre Castex & Lina Buffolente) : N° 1 à 10.

## Troisième période
La 3e série a eu 7 numéros de novembre 2013 à décembre 2014 sous forme de bimestriel puis de trimestriel pour le dernier numéro. Il s'agissait de réédition des anciens épisodes d’Ivanhoé à partir du numéro 1, ainsi que de Lancelot et du Chevalier Bayard.

### Séries publiées
- Ivanhoé (Jean Ollivier & Otellio Scarpelli) : N° 1 à 7.
- Lancelot (Jean Ollivier, Francey, José Riera, Otellio Scarpelli, puis Santo D'Amico) : N° 1 à 7.
- Chevalier Bayard ( Jean Ollivier et Daniel Martin) :  N° 1 à 7.